# Albares (kommunhuvudort)
Albares är en kommunhuvudort i Spanien.   Den ligger i provinsen Provincia de Guadalajara och regionen Kastilien-La Mancha, i den centrala delen av landet, 60 km öster om huvudstaden Madrid. Albares ligger 729 meter över havet och antalet invånare är 532.
Terrängen runt Albares är platt åt nordväst, men åt sydost är den kuperad. Runt Albares är det mycket glesbefolkat, med 4 invånare per kvadratkilometer. Närmaste större samhälle är Mondéjar, 8,4 km väster om Albares. Trakten runt Albares består till största delen av jordbruksmark.